# Nottingham Open
Nottingham Open, oficiálně Lexus Nottingham Open, je profesionální tenisový turnaj mužů a žen hraný v anglickém Nottinghamu, centru hrabství Nottinghamshire, jež se rozkládá v regionu East Midlands.
Turnaj založený v roce 1970 probíhá v nottinghamském tenisovém centru na otevřených travnatých dvorcích. V červnovém termínu představuje součást třítýdenní přípravy na londýnský grandslam ve Wimbledonu. Muži hrají od sezóny 2017 na okruhu ATP Challenger Tour. Ženská část se na okruhu WTA Tour řadí od roku 2021 do kategorie WTA 250. Do soutěže dvouher nastupuje třicet dva mužů a žen. Čtyřher se účastní šestnáct párů.
V rámci anglické travnaté sezóny sdílejí Nottingham Open, Eastbourne Open a Birmingham Open společného titulárního partnera. V sezóně 2025 se jím stala výrobní divize Lexus z koncernu Toyota, která nahradila britského specialistu na penzijní připojištění Rothesay.

## Historie

### Muži
Mužský turnaj byl založen roku 1970 v rámci okruhu Grand Prix. Mezi lety 1978–1994 se nekonal. K obnovení  došlo na okruhu ATP Tour v roce 1995, jakožto náhrada za Manchester Open. Poté probíhal až do sezóny 2008, kdy byl opět zrušen a přiřazen k ženské polovině eastbournského International Women's Open ve fromě smíšené události.

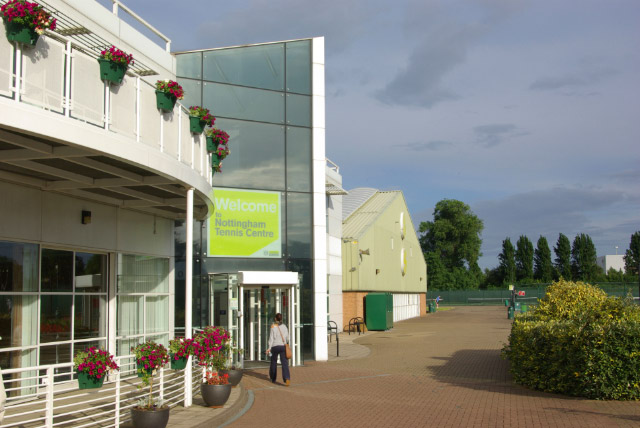
Nottinghamské tenisové centrum

Členové nottinghamské městské rady vyjádřili „mimořádné zklamání“ nad rozhodnutím ATP Tour přenést turnaj do Eastbourne. Prezident britského tenisového svazu Roger Draper na to reagoval slovy, že by dané změny měly zvýšit zájem o tenis a přilákat „nové diváky“.
Na konci roku 2008 bylo oznámeno, že se Nottingham stane dějištěm nového turnaje AEGON Nottingham Challenge, jenž vystřídá stávající The Surbiton Trophy, zrušený v roce 2009. Mužská polovina se zařadila do kategorie ATP Challenger Series, představující kvalitativně nižší okruh. V roce 2008 také proběhla renovace travnatého areálu Nottingham Tennis Centre, jejíž náklady dosáhly výše 735 000 liber. Dva ročníky 2015 a 2016 se konaly na túře ATP v kategorii ATP World Tour 250, když byla licence zpětně odkoupena z Eastbourne. Od sezóny 2017 se mužská polovina vrátila mezi challengery, v daném ročníku s dotací 100 000 dolarů. V kalendáři ATP Tour 2017 byl anglický turnaj nahrazen travnatým Antalya Open. 

### Ženy
Ženská část nejdříve probíhala v letech 1971–1973 a následně byla až do roku 2010 zrušena. V letech 2011–2014 se konala v rámci okruhu ITF jako AEGON Nottingham Challenge. Poté se stala součástí okruhu WTA Tour, v sezónách 2015–2020 nejdříve v kategorii International s dotací 250 000 dolarů a od roku 2021 v kategorii WTA 250.

## Vývoj názvu

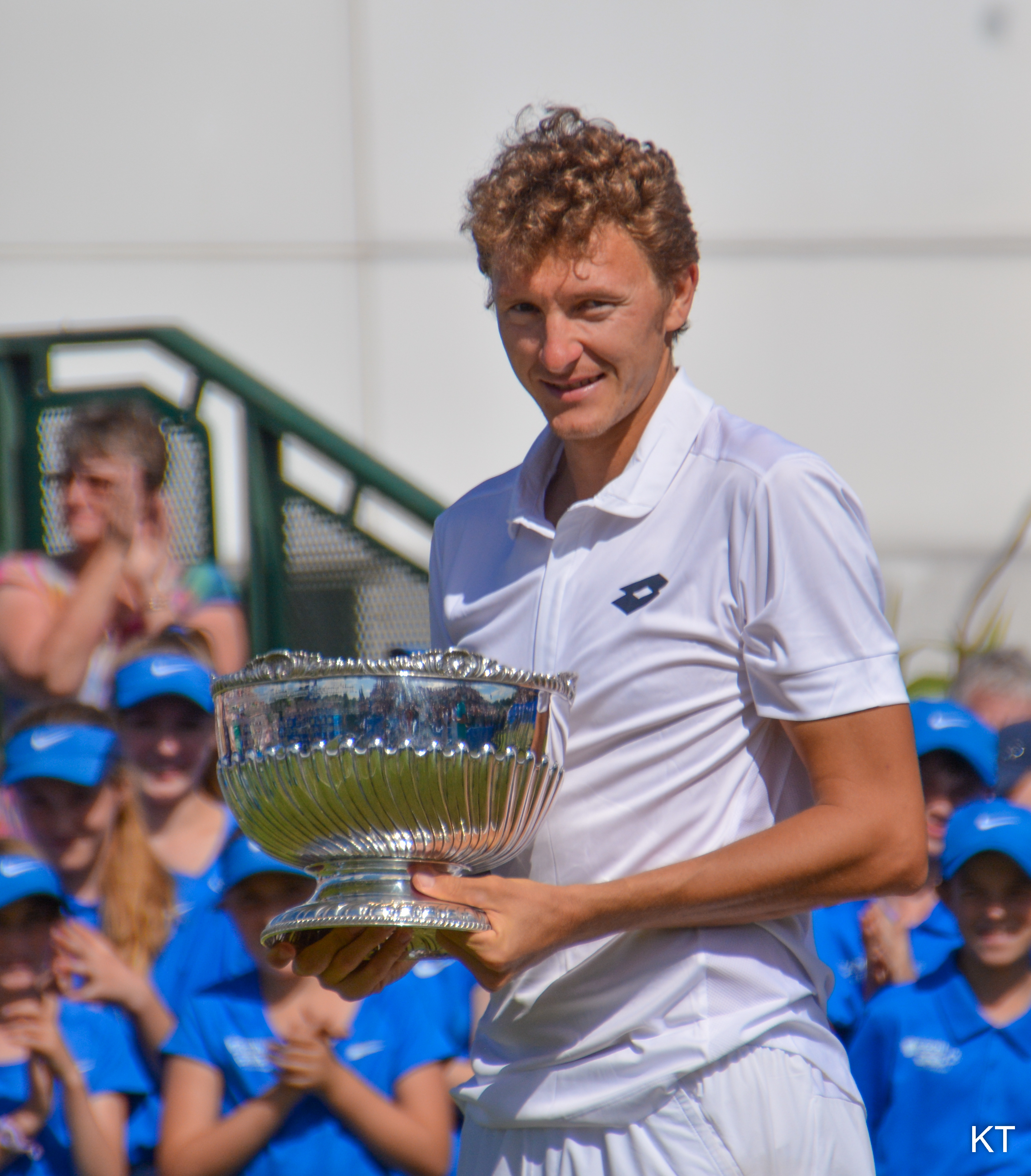
Uzbek Denis Istomin, vítěz dvouhry 2015

- 1970–1972: John Player Tournament, titulární partner tabáková firma John Player & Sons
- 1973: John Player Open, titulární partner tabáková firma John Player & Sons
- 1995–2000: Nottingham Open
- 2001–2003: Samsung Open, titulární partner Samsung
- 2004: Nottingham Open by The Sunday Telegraph, titulární partner The Sunday Telegraph
- 2005: 10tele.com Open, titulární partner webová telekomunikační společnost 10tele.com
- 2006: Red Letter days Open, titulární partner zážitková agentura Red Letter days
- 2007: Nottingham Open
- 2008: Slazenger Open, titulární partner Slazenger
- 2011–2017: AEGON Open Nottingham, titulární partner skotská pojišťovna AEGON
- 2018–2020: Nature Valley Open, titulární partner americká potravinářská společnost Nature Valley[9]
- 2021: Viking Open Nottingham, titulární partner turistická lodní společnosti Viking Cruises[10]
- 2022–2024: Rothesay Open Nottingham, titulární partner britský specialista na penzijní připojištění Rothesay[3]
- 2025: Lexus Nottingam Open, titulární partner výrobní divize Lexus koncernu Toyota.[1][11]

## Přehled finále

### Mužská dvouhra
| Rok  | vítěz                           | finalista                       | výsledek                        |
| ---- | ------------------------------- | ------------------------------- | ------------------------------- |
| 2025 | Marin Čilić                     | Šintaró Močizuki                | 6–2, 6–3                        |
| 2024 | Jacob Fearnley                  | Charles Broom                   | 4–6, 6–4, 6–3                   |
| 2023 | Andy Murray                     | Arthur Cazaux                   | 6–4, 6–4                        |
| 2022 | Daniel Evans                    | Jordan Thompson                 | 6–4, 6–4                        |
| 2021 | Frances Tiafoe                  | Denis Kudla                     | 6–1, 6–3                        |
| 2020 | zrušeno pro pandemii koronaviru | zrušeno pro pandemii koronaviru | zrušeno pro pandemii koronaviru |
| 2019 | Dan Evans                       | Jevgenij Donskoj                | 7–6(7–3), 6–3                   |
| 2018 | Alex de Minaur                  | Dan Evans                       | 7–6(7–4), 7–5                   |
| 2017 | Dudi Sela                       | Thomas Fabbiano                 | 4–6, 6–4, 6–3                   |
| 2016 | Steve Johnson                   | Pablo Cuevas                    | 7–6(7–5), 7–5                   |
| 2015 | Denis Istomin                   | Sam Querrey                     | 7–6(7–1), 7–6(8–6)              |
| 2014 | turnaj se nekonal               | turnaj se nekonal               | turnaj se nekonal               |
| 2009 | turnaj se nekonal               | turnaj se nekonal               | turnaj se nekonal               |
| 2008 | Ivo Karlović                    | Fernando Verdasco               | 7–5, 6–7(4–7), 7–6(8–6)         |
| 2007 | Ivo Karlović                    | Arnaud Clément                  | 3–6, 6–4, 6–4                   |
| 2006 | Richard Gasquet                 | Jonas Björkman                  | 6–4, 6–3                        |
| 2005 | Richard Gasquet                 | Max Mirnyj                      | 6–2, 6–3                        |
| 2004 | Paradorn Srichaphan             | Thomas Johansson                | 1–6, 7–6(7–4), 6–4              |
| 2003 | Greg Rusedski                   | Mardy Fish                      | 6–3, 6–2                        |
| 2002 | Jonas Björkman                  | Wayne Arthurs                   | 6–2, 6–7(5–7), 6–2              |
| 2001 | Thomas Johansson                | Harel Levy                      | 7–5, 6–3                        |
| 2000 | Sébastien Grosjean              | Byron Black                     | 7–6(9–7), 6–3                   |
| 1999 | Cédric Pioline                  | Kevin Ullyett                   | 6–3, 7–5                        |
| 1998 | Jonas Björkman                  | Byron Black                     | 6–3, 6–2                        |
| 1997 | Greg Rusedski                   | Karol Kučera                    | 6–4, 7–5                        |
| 1996 | Jan Siemerink                   | Sandon Stolle                   | 6–3, 7–6(7–0)                   |
| 1995 | Javier Frana                    | Todd Woodbridge                 | 7–6(7–4), 6–3                   |
| 1994 | turnaj se nekonal               | turnaj se nekonal               | turnaj se nekonal               |
| 1978 | turnaj se nekonal               | turnaj se nekonal               | turnaj se nekonal               |
| 1977 | bez vítěze                      | Tim Gullikson Jaime Fillol      | zrušeno                         |
| 1976 | bez vítěze                      | Jimmy Connors Ilie Năstase      | 6–2, 4–6 1–1 (nedohráno)        |
| 1975 | Tom Okker                       | Tony Roche                      | 6–1, 3–6, 6–3                   |
| 1974 | Stan Smith                      | Alex Metreveli                  | 6–3, 1–6, 6–3                   |
| 1973 | Erik van Dillen                 | Frew McMillan                   | 3–6, 6–1, 6–1                   |
| 1972 | Geoffrey Masters                | Premjit Lall                    | zrušeno pro déšť                |
| 1971 | Jaime Fillol                    | Greg Perkins                    | 6–2, 6–3                        |
| 1970 | Stan Smith                      | Chauncey Steele                 | 6–3, 6–1                        |

### Ženská dvouhra
| Rok  | vítězka                                       | finalistka                                    | výsledek                                      |
| ---- | --------------------------------------------- | --------------------------------------------- | --------------------------------------------- |
| 2025 | McCartney Kesslerová                          | Dajana Jastremská                             | 6–4, 7–5                                      |
| 2024 | Katie Boulterová                              | Karolína Plíšková                             | 4–6, 6–3, 6–2                                 |
| 2023 | Katie Boulterová                              | Jodie Burrageová                              | 6–3, 6–3                                      |
| 2022 | Beatriz Haddad Maiová                         | Alison Riskeová                               | 6–4, 1–6, 6–3                                 |
| 2021 | Johanna Kontaová                              | Čang Šuaj                                     | 6–2, 6–1                                      |
| 2020 | zrušeno pro pandemii koronaviru               | zrušeno pro pandemii koronaviru               | zrušeno pro pandemii koronaviru               |
| 2019 | Caroline Garciaová                            | Donna Vekićová                                | 2–6, 7–6(7–4), 7–6(7–4)                       |
| 2018 | Ashleigh Bartyová                             | Johanna Kontaová                              | 6–3, 3–6, 6–4                                 |
| 2017 | Donna Vekićová                                | Johanna Kontaová                              | 2–6, 7–6(7–3), 7–5                            |
| 2016 | Karolína Plíšková                             | Alison Riskeová                               | 7–6(10–8), 7–5                                |
| 2015 | Ana Konjuhová                                 | Monica Niculescuová                           | 1–6, 6–4, 6–2                                 |
| 2014 | hrán AEGON Nottingham Challenge na okruhu ITF | hrán AEGON Nottingham Challenge na okruhu ITF | hrán AEGON Nottingham Challenge na okruhu ITF |
| 2011 | hrán AEGON Nottingham Challenge na okruhu ITF | hrán AEGON Nottingham Challenge na okruhu ITF | hrán AEGON Nottingham Challenge na okruhu ITF |
| 2010 | turnaj se nekonal                             | turnaj se nekonal                             | turnaj se nekonal                             |
| 1974 | turnaj se nekonal                             | turnaj se nekonal                             | turnaj se nekonal                             |
| 1973 | Billie Jean Kingová                           | Virginia Wadeová                              | 8–6, 6–4                                      |
| 1972 | Billie Jean Kingová                           | Evonne Goolagongová                           | nehráno pro děšť                              |
| 1971 | Julie Heldmanová                              | Barbara Hawcroftová                           | 6–4, 7–9, 6–3                                 |

### Mužská čtyřhra
| Rok  | vítězové                           | finalisté                           | výsledek                        |
| ---- | ---------------------------------- | ----------------------------------- | ------------------------------- |
| 2025 | Santiago González Austin Krajicek  | Fernando Romboli John-Patrick Smith | 7–6(7–2), 6–4                   |
| 2024 | John Peers Marcus Willis           | Harold Mayot Luke Saville           | 6–1, 6–7(1–7), [10–7]           |
| 2023 | Jacob Fearnley Johannus Monday     | Liam Broady Jonny O'Mara            | 6–3, 6–7(6–8), [10–7]           |
| 2022 | Jonny O'Mara Ken Skupski           | Julian Cash Henry Patten            | 3–6, 6–2, [16–14]               |
| 2021 | Matt Reid Ken Skupski              | Matthew Ebden John-Patrick Smith    | 4–6, 7–5, [10–6]                |
| 2020 | zrušeno pro pandemii koronaviru    | zrušeno pro pandemii koronaviru     | zrušeno pro pandemii koronaviru |
| 2019 | Santiago González Ajsám Kúreší     | Kung Mao-sin Čang Ce                | 4–6, 7–6(7–5), [10–5]           |
| 2018 | Frederik Nielsen Joe Salisbury     | Austin Krajicek Džívan Nedunčežijan | 7–6(7–5), 6–1                   |
| 2017 | Ken Skupski Neal Skupski           | Matt Reid John-Patrick Smith        | 7–6(7–1), 2–6, [10–7]           |
| 2016 | Dominic Inglot Daniel Nestor       | Ivan Dodig Marcelo Melo             | 7–5, 7–6(7–4)                   |
| 2015 | Chris Guccione André Sá            | Pablo Cuevas David Marrero          | 6–2, 7–5                        |
| 2014 | turnaj se nekonal                  | turnaj se nekonal                   | turnaj se nekonal               |
| 2009 | turnaj se nekonal                  | turnaj se nekonal                   | turnaj se nekonal               |
| 2008 | Bruno Soares Kevin Ullyett         | Jeff Coetzee Jamie Murray           | 6–2, 7–6(7–5)                   |
| 2007 | Jamie Murray Eric Butorac          | Joshua Goodall Ross Hutchins        | 4–6, 6–3, 10–5                  |
| 2006 | Jonatan Erlich Andy Ram            | Igor Kunicyn Dmitrij Tursunov       | 6–3, 6–2                        |
| 2005 | Jonatan Erlich Andy Ram            | Simon Aspelin Todd Perry            | 4–6, 6–3, 7–5                   |
| 2004 | Paul Hanley Todd Woodbridge        | Rick Leach Brian MacPhie            | 6–4, 6–3                        |
| 2003 | Bob Bryan Mike Bryan               | Joshua Eagle Jared Palmer           | 7–6(7–3), 4–6, 7–6(7–4)         |
| 2002 | Mike Bryan Mark Knowles            | Donald Johnson Jared Palmer         | 0–6, 7–6(7–3), 6–4              |
| 2001 | Donald Johnson Jared Palmer        | Paul Hanley Andrew Kratzmann        | 6–4, 6–2                        |
| 2000 | Piet Norval Donald Johnson         | Ellis Ferreira Rick Leach           | 1–6, 6–4, 6–3                   |
| 1999 | Patrick Galbraith Justin Gimelstob | Marius Barnard Brent Haygarth       | 5–7, 7–5, 6–3                   |
| 1998 | Justin Gimelstob Byron Talbot      | Sébastien Lareau Daniel Nestor      | 7–5, 6–7, 6–4                   |
| 1997 | Ellis Ferreira Patrick Galbraith   | Danny Sapsford Chris Wilkinson      | 4–6, 7–6, 7–6                   |
| 1996 | Mark Petchey Danny Sapsford        | Neil Broad Piet Norval              | 6–7, 7–6, 6–4                   |
| 1995 | Luke Jensen Murphy Jensen          | Patrick Galbraith Danie Visser      | 6–2, 6–4                        |

### Ženská čtyřhra
| Rok  | vítězky                                       | finalistky                                    | výsledek                                      |
| ---- | --------------------------------------------- | --------------------------------------------- | --------------------------------------------- |
| 2025 | Beatriz Haddad Maiová Laura Siegemundová      | Anna Danilinová Ena Šibaharaová               | 6–3, 6–2                                      |
| 2024 | Gabriela Dabrowská Erin Routliffeová          | Harriet Dartová Diane Parryová                | 5–7, 6–3, [11–9]                              |
| 2023 | Ulrikke Eikeriová Ingrid Neelová              | Harriet Dartová Heather Watsonová             | 7–6(8–6), 5–7, [10–8]                         |
| 2022 | Beatriz Haddad Maiová Čang Šuaj               | Caroline Dolehideová Monica Niculescuová      | 7–6(7–2), 6–3                                 |
| 2021 | Ljudmyla Kičenoková Makoto Ninomijová         | Caroline Dolehideová Storm Sandersová         | 6–4, 6–7(3–7), [10–8]                         |
| 2020 | zrušeno pro pandemii koronaviru               | zrušeno pro pandemii koronaviru               | zrušeno pro pandemii koronaviru               |
| 2019 | Desirae Krawczyková Giuliana Olmosová         | Ellen Perezová Arina Rodionovová              | 7–6(7–5), 7–5                                 |
| 2018 | Alicja Rosolská Abigail Spearsová             | Mihaela Buzărnescuová Heather Watsonová       | 6–3, 7–6(7–5)                                 |
| 2017 | Monique Adamczaková Storm Sandersová          | Jocelyn Raeová Laura Robsonová                | 6–4, 4–6, [10–4]                              |
| 2016 | Andrea Hlaváčková Pcheng Šuaj                 | Gabriela Dabrowská Jang Čao-süan              | 7–5, 3–6, [10–7]                              |
| 2015 | Raquel Kopsová-Jonesová Abigail Spearsová     | Jocelyn Raeová Anna Smithová                  | 3–6, 6–3, [11–9]                              |
| 2014 | hrán AEGON Nottingham Challenge na okruhu ITF | hrán AEGON Nottingham Challenge na okruhu ITF | hrán AEGON Nottingham Challenge na okruhu ITF |
| 2011 | hrán AEGON Nottingham Challenge na okruhu ITF | hrán AEGON Nottingham Challenge na okruhu ITF | hrán AEGON Nottingham Challenge na okruhu ITF |
| 2010 | turnaj se nekonal                             | turnaj se nekonal                             | turnaj se nekonal                             |
| 1974 | turnaj se nekonal                             | turnaj se nekonal                             | turnaj se nekonal                             |
| 1973 | Rosie Casalsová Billie Jean Kingová           | Chris Evertová Betty Stöveová                 | 6–2, 9–7                                      |

## Galerie

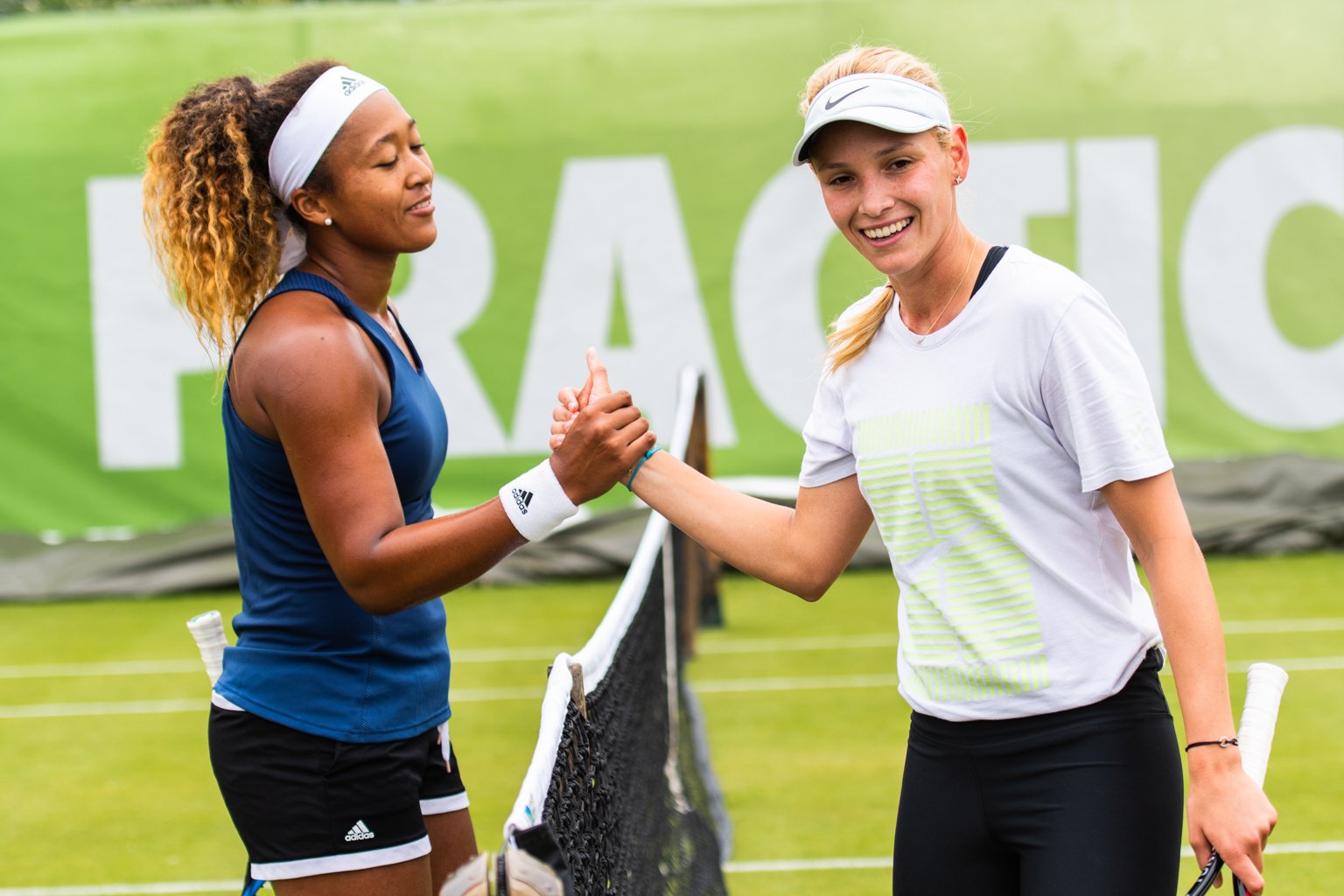
Naomi Ósakaová a Donna Vekićová
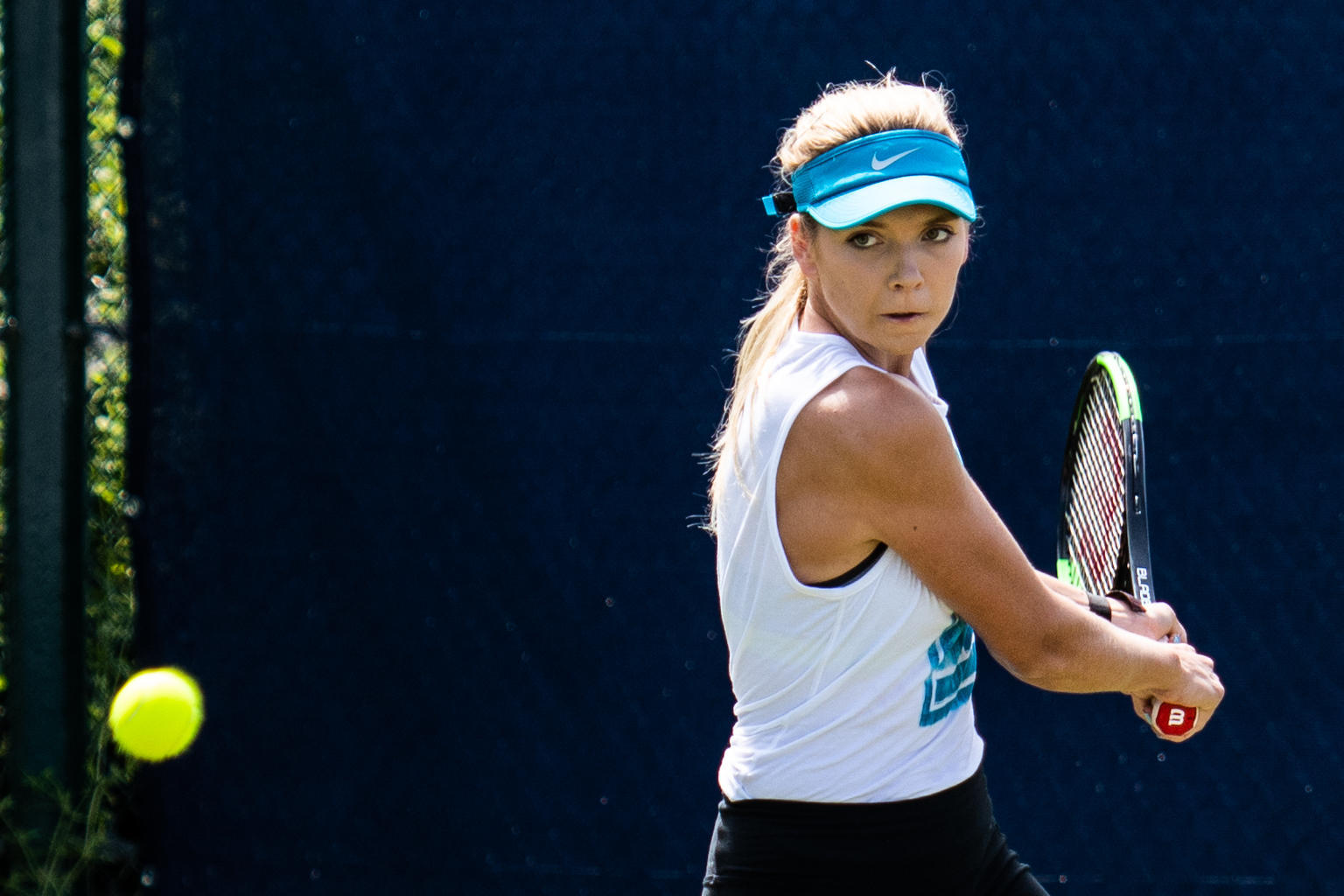
Katie Boulterová
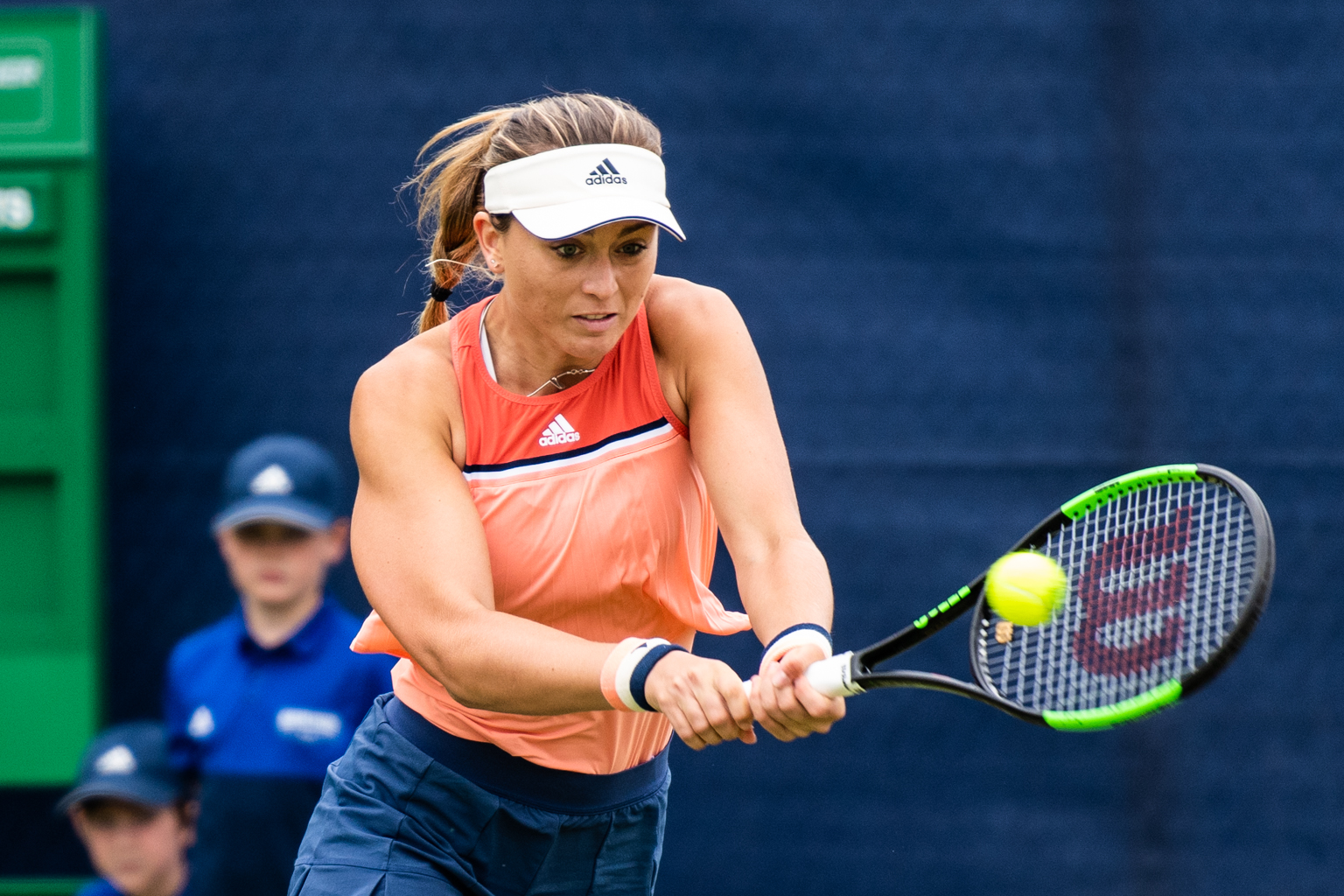
Paula Badosová
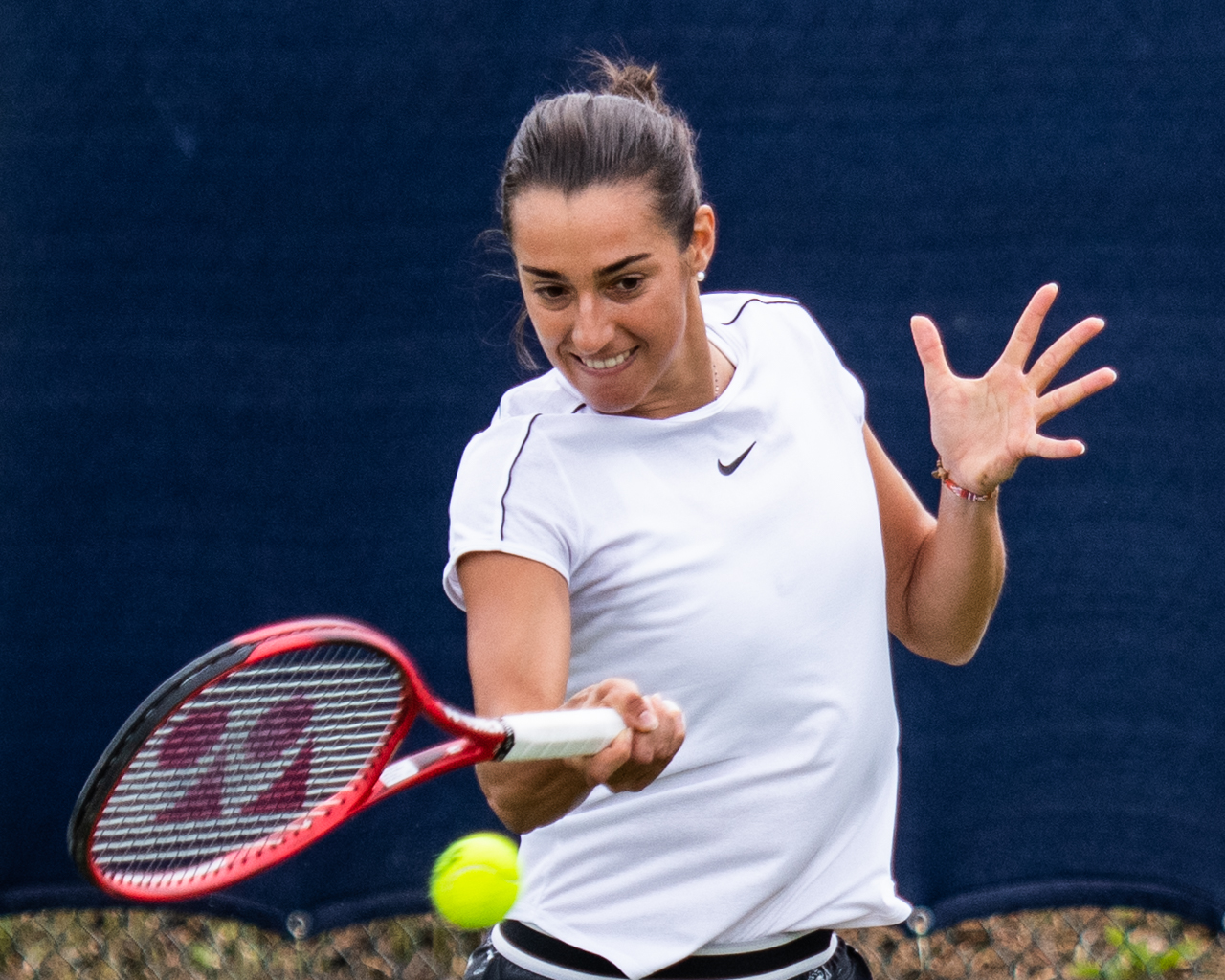
Caroline Garciaová
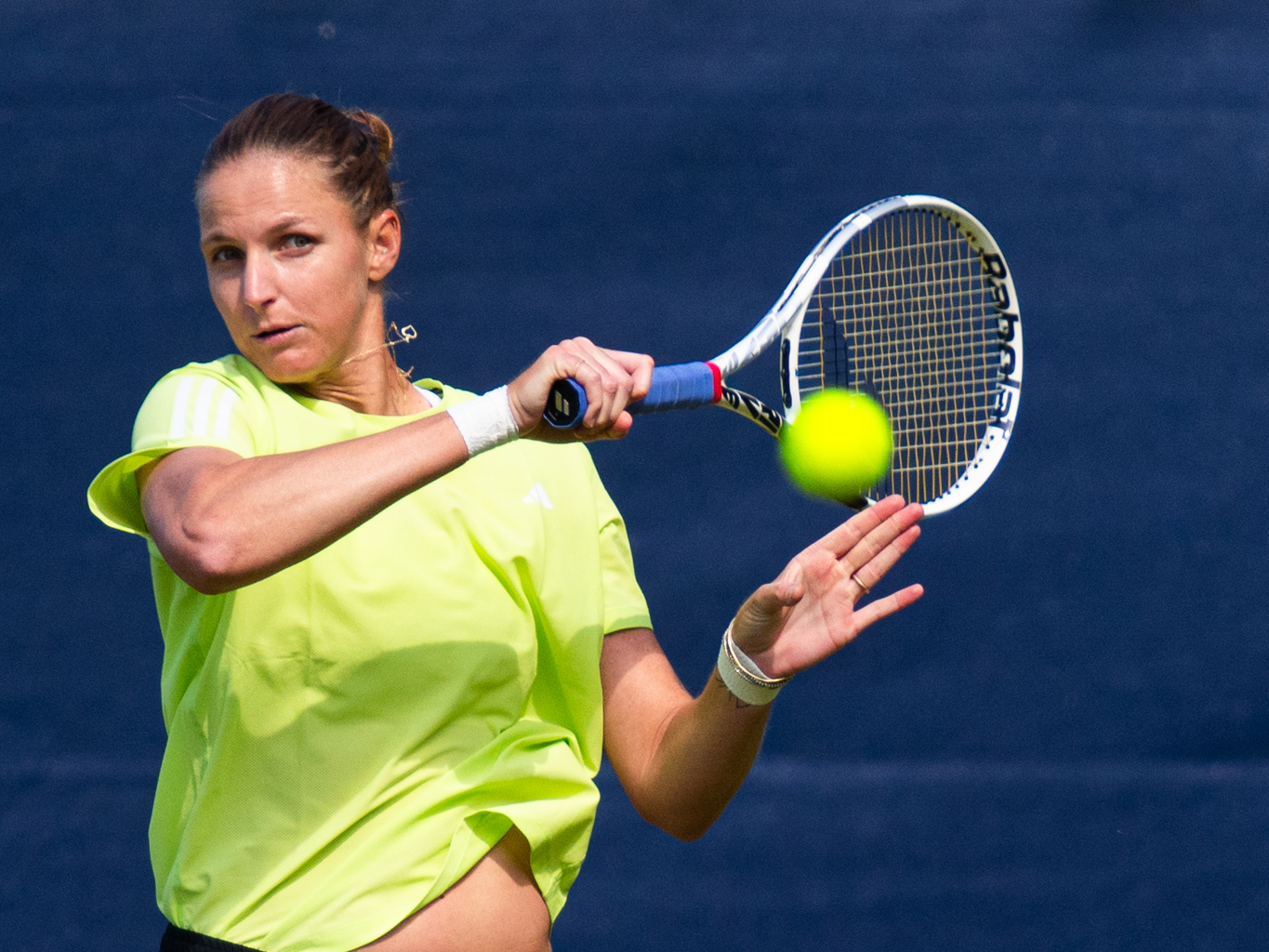
Karolína Plíšková
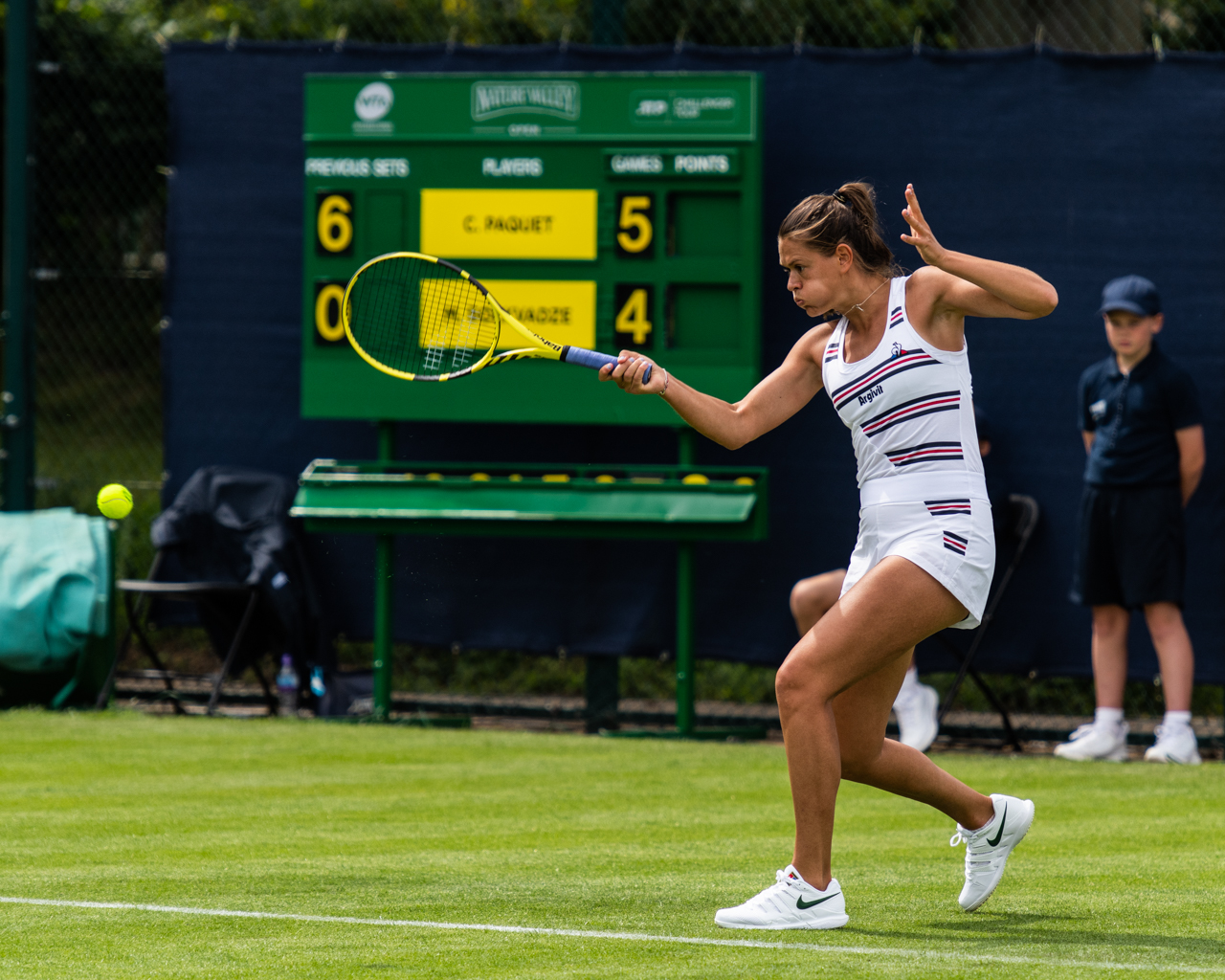
Chloé Paquetová
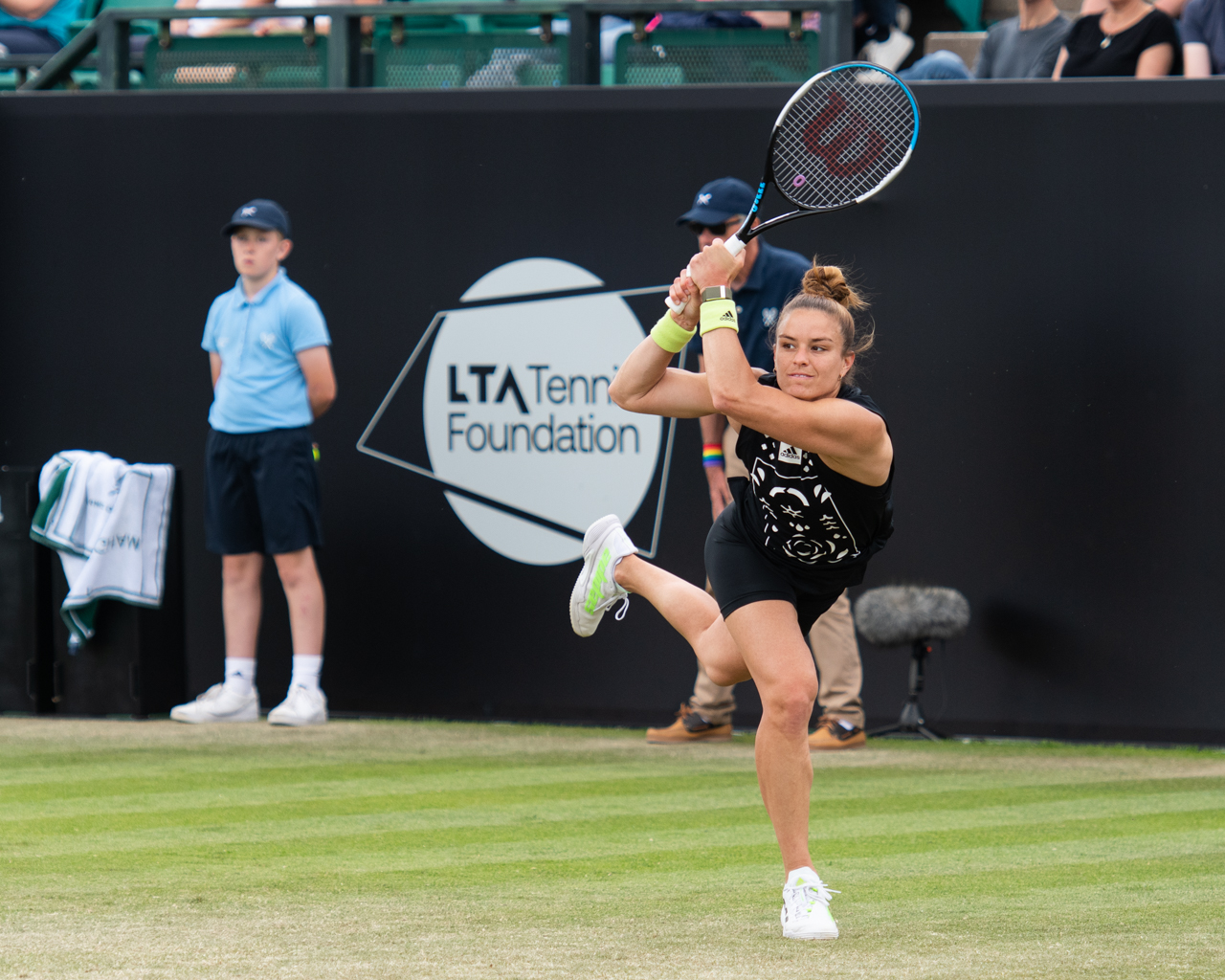
Maria Sakkariová
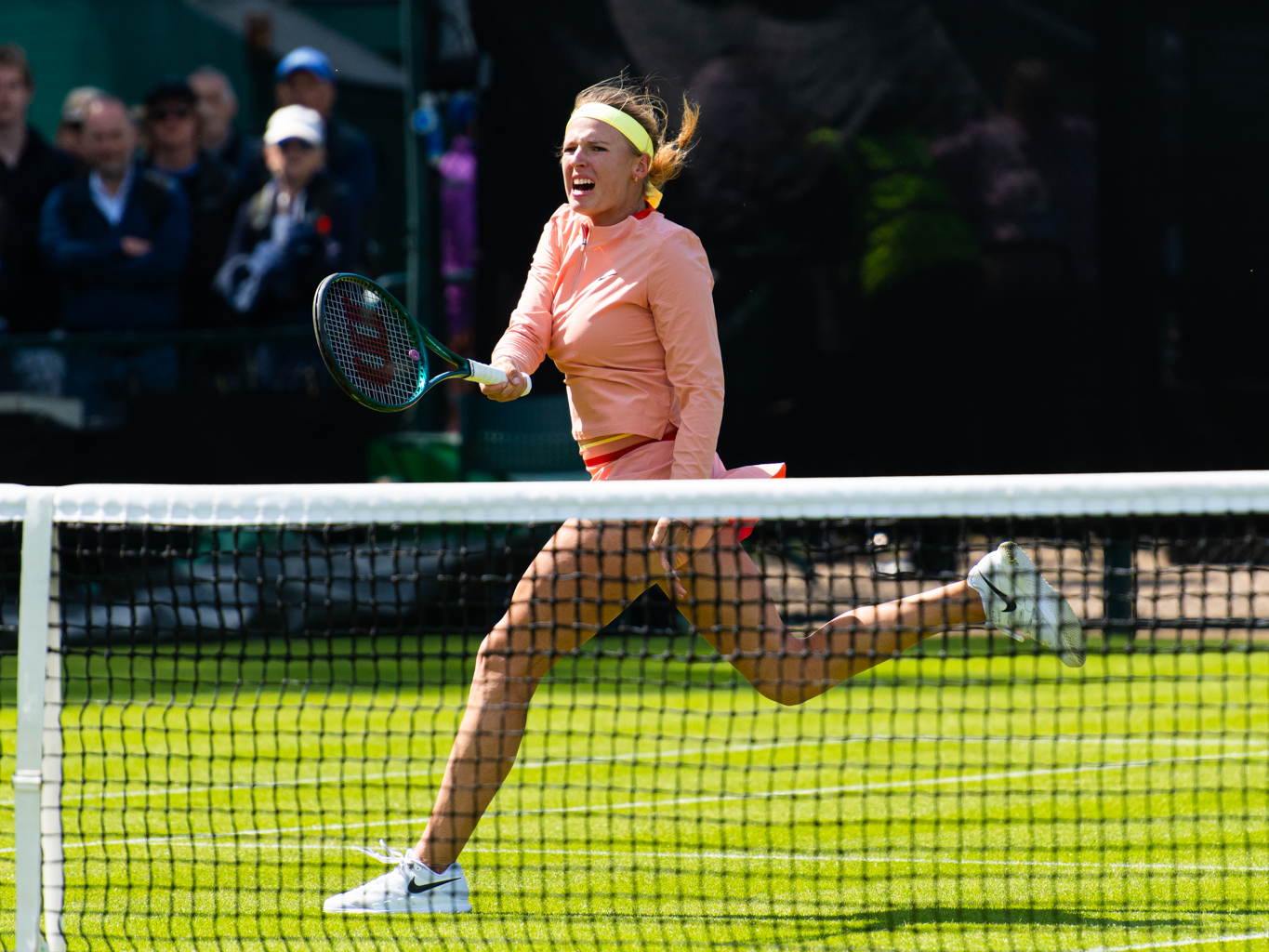
Linda Fruhvirtová